# Manabu Senzaki
Manabu Senzaki est un joueur de shōgi professionnel japonais né le 22 juin 1970 dans la préfecture d'Aomori, vainqueur de la coupe NHK en 1990.

## Biographie et carrière
Manabu Senzaki est né en juin 1970. Il est devenu professionnel le 19 octobre 1987 après sa deuxième place dans le tournoi des 3e dan (premier semestre 1987).
En 1990, Manabu Senzaki remporte la 40e édition de la Coupe NHK en battant en finale Yoshikazu Minami et en demi-finale Yoshiharu Habu. Il avait auparavant atteint les quarts de finale du tournoi en 1988. En 1991, il gagne le tournoi des jeunes lions (pour les jeunes professionnels) en battant Satoshi Murayama (1969-1998).
Il a été classé 7e dan à partir d'avril 1999, 8e dan professionnel en avril 2000 et 9e dan depuis avril 2014. Il a fait partie de la classe A (première division) des tournois de classement en 1999-2000 et 2000-2001.
Manabu Senzaki est conseiller et l'auteur des explications sur le shogi publiées dans le manga March Comes in like a Lion de Chika Umino, publié depuis juillet 2007.